# Sagina subulata
Sagina subulata là loài thực vật có hoa thuộc họ Cẩm chướng. Loài này được (Sw.) C.Presl miêu tả khoa học đầu tiên năm 1826.